# 切爾尼亞希夫 (日托米爾州)
50°27′18″N 28°39′55″E / 50.45500°N 28.66528°E

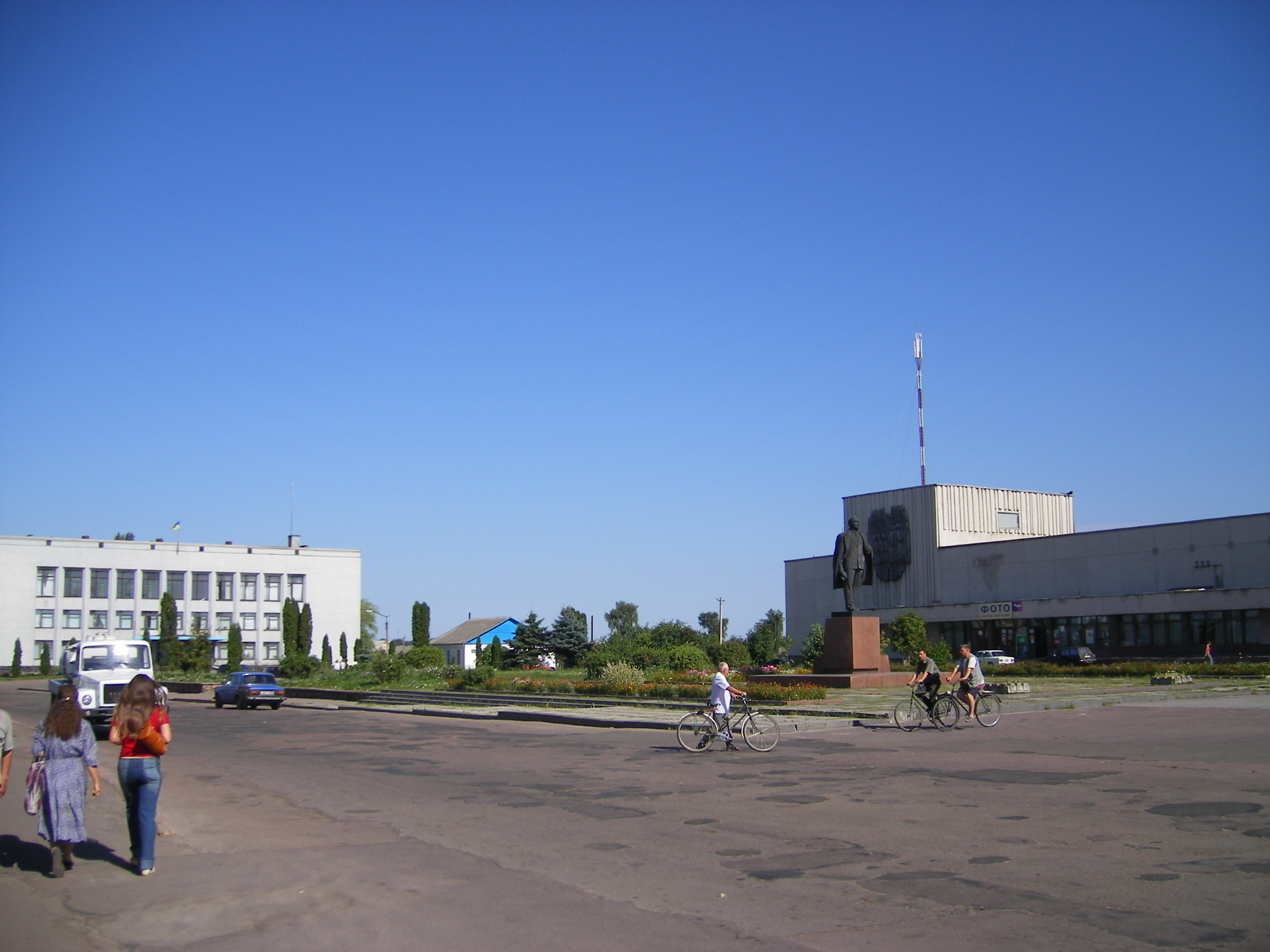

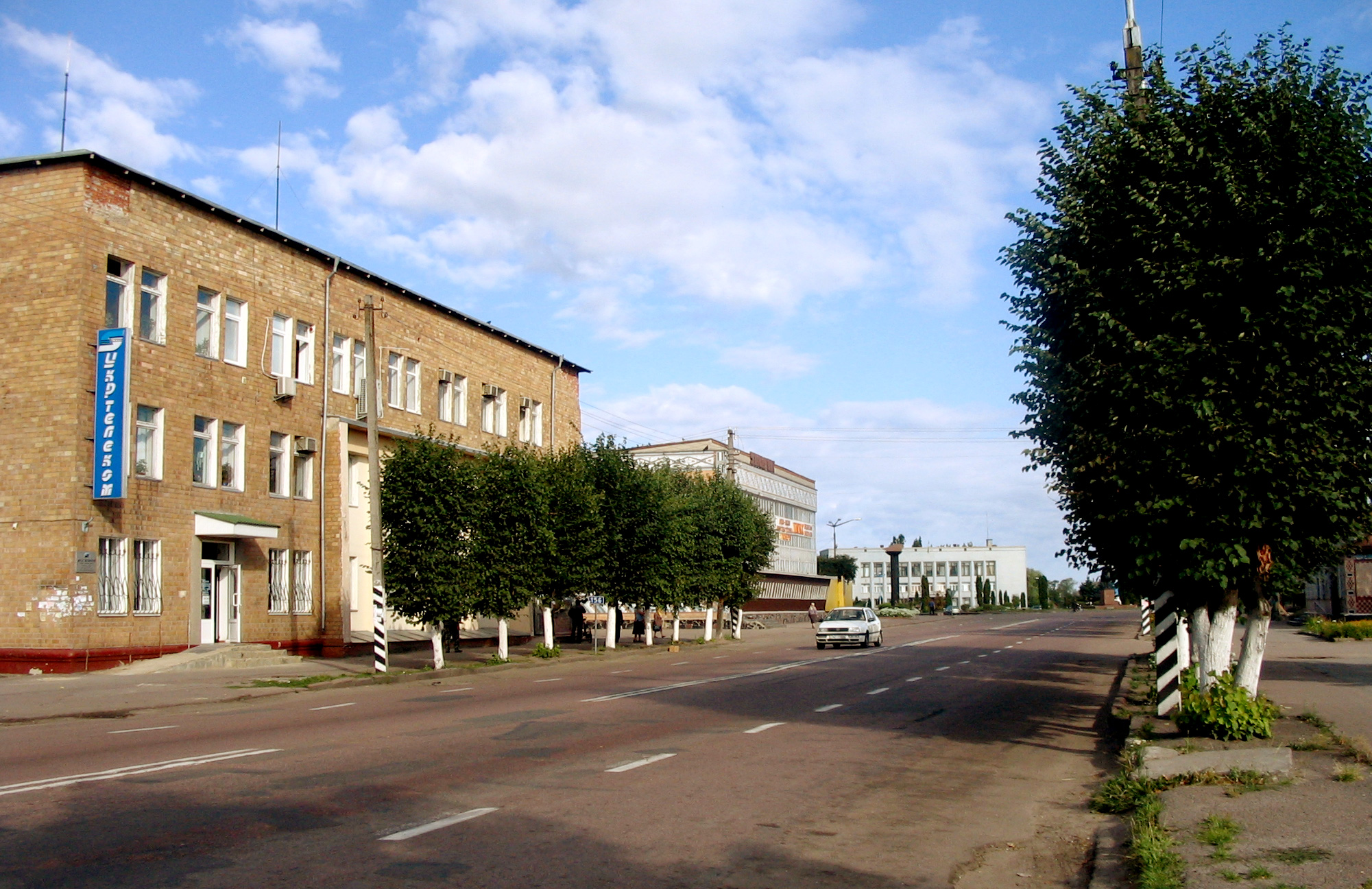

切爾尼亞希夫（羅馬化：Cherniakhiv；或译为切尔尼亚霍夫）是烏克蘭北部日托米爾州日托米爾區切尔尼亚希夫市镇内的鎮及其行政中心。始建於1545年，面積12平方公里，海拔高度224米，2024年人口8,848，人口密度每平方公里831.6人。

## 備註
1. ↑  俄语：，羅馬化：Chernyakhov